# Conus generalis regenfussi
Conus generalis regenfussi is een ondersoort uit de familie Conidae. Conus generalis regenfussi werd in 1767 beschreven door Carl Linnaeus. Net zoals alle soorten binnen het geslacht Conus zijn deze slakken roofzuchtig en giftig. Zij bezitten een harpoenachtige structuur waarmee ze hun prooi kunnen steken en verlammen.